# جيزيرسكاي
جيزيرسكاي (بالسيريلية Језерски) هي قرية في البوسنة والهرسك. وهي تقع في بلدية بوزانسكا كروبا التابعة لكانتون يونا-سانا في اتحاد البوسنة والهرسك. طبقا لنتائج تعداد البوسنة عام 2013، فقد كان عدد سكانها 3,734 نسمة.

## التاريخ
يعود تاريخ قلعة جيزيرسكاي إلى القرن الثالث عشر وتوسعت في العصر العثماني؛ وقد ضمت مسجدًا في القرن التاسع عشر. وسجلت الآن في قائمة المعالم الوطنية للبوسنة والهرسك.

## التركيبة السكانية

### التطور التاريخي للسكان
| 1961 | 1971 | 1981 | 1991 | 2013 |
| ---- | ---- | ---- | ---- | ---- |
| 1988 | 2411 | 3002 | 3322 | 3734 |

## وصلات خارجية
- (بالإنجليزية) Maplandia